# Xi Cancri
Désignations
Xi Cancri (ξ Cancri / ξ Cnc), également nommée Nahn, est une étoile binaire spectroscopique de la constellation zodiacale du Cancer. Elle est visible à l’œil nu avec une magnitude apparente de +5,15.

## Nomenclature
ξ Cancri (latinisé vers Xi Cancri) est la désignation de Bayer de l'étoile. Elle porte également la désignation de Flamsteed 77 Cancri. Ses deux composantes sont nommées Xi Cancri A et B, d'après la convention utilisée par le Washington Multiplicity Catalog (WMC) pour les systèmes d'étoiles multiples et adoptée par l'Union astronomique internationale (UAI).
Xi Cancri et Lambda Leonis (Alterf) formaient la mansion lunaire persane Nahn, « le Nez », et l'astérisme copte, Piautos, « l’œil ». Le nom Nahn est repris dans un catalogue technique d'étoiles de 1971 édité par la NASA, qui l'attribue à Xi Cancri. Le 1er juin 2018, le Groupe de travail de l'Union astronomique internationale sur les noms d'étoiles a officialisé le nom de Nahn pour désigner l'étoile. Formellement, l'UAI a décidé d'attribuer des noms à les étoiles individuelles plutôt qu'à des systèmes stellaires complets, et le nom de Nahn a ainsi été attribué à la composante Xi Cancri A. Il figure désormais dans la liste des noms d'étoiles officiellement reconnus par l'UAI,.

## Astrométrie
En se basant sur les mesures de sa parallaxe réalisées par le satellite Gaia, Xi Cancri est distante d'environ 117 pc (∼382 al) de la Terre. À cette distance, sa magnitude visuelle est diminuée de 0,135 magnitude en raison de l'extinction créée par la poussière interstellaire présente sur le chemin de sa lumière. Le système se rapproche de la Terre avec une vitesse radiale héliocentrique de −8 km/s.

## Propriétés
Xi Cancri est un système binaire spectroscopique à raies simples qui boucle une orbite avec une longue période de 4,66 ans et selon une faible excentricité de 0,06 ; les deux étoiles sont séparées en moyenne de 0,01 seconde d'arc. L'étoile primaire, Xi Cancri A, est une géante jaune de type spectral G8,5 III Fe-0,5 CH-1. Sa magnitude apparente est de +5,70 tandis que son compagnon, Xi Cancri B, est de magnitude 6,20. Le système est 118 fois plus lumineux que le Soleil.